# Tetropium scabriculum
Tetropium scabriculum är en skalbaggsart som beskrevs av Holzschuh 1993. Tetropium scabriculum ingår i släktet Tetropium och familjen långhorningar. Inga underarter finns listade i Catalogue of Life.